# 峯香織
香織（1979年1月23日—），日本女性配音員。出身於栃木縣。O型血。

## 人物簡介
本名：加瀨 香織（日语：かせ かおり）（舊姓：峯）。
現為自由身。1999年進入江崎Production（Mausu Promotion的舊名）附屬培訓學校，2001年進入映像Techno綜合學院聲優科就學。2002年出道加入Mausu Promotion（至2013年5月31日離所）。
為人熟悉的代表配音作品有《神樣中學生》的四條光惠、《無敵看板娘》的茅原智香、《SCARECROWMAN》的艾莉絲的母親〈葛雷絲〉及《火影忍者》的蘭。
興趣和特長是華道（池坊流）。

## 演出作品
※粗體字表示說明飾演的主要角色。

### 電視動畫
2004年
- 神無月的巫女（美咲）
- 攻殻機動隊 S.A.C. 2nd GIG（大使館員）
- 沙漠神行者（村人）
- 火影忍者（小孩）
- 雙戀（母親）

2005年
- 神樣中學生（四條光惠）
- 交響詩篇艾蕾卡7（揚羽D）
- 地獄少女（木戶祐子）
- 初音島 Second Season（小圓的母親）
- 火影忍者（愛米屋的女性）
- 烘焙王（女高中生）

2006年
- 犬神！（主婦）
- 地獄少女（護士）
- 火影忍者（蘭）
- 王牌酒保（結花）
- 無敵看板娘（茅原智香[7]）

2007年
- 戀愛天使安琪莉可 ～光輝的明天～（貴婦）

2008年
- SCARECROWMAN THE ANIMATION（日语：スケアクロウマン）（艾莉絲的母親〈葛雷絲〉）

2009年
- 骷髏13（艾莉娜·沙波）
- 火影忍者疾風傳（小南〈幼少時期〉）

2014年
- 金色琴弦 Blue♪Sky（圓城寺冴香）

### 電影動畫
2003年
- 我的孫悟空 (2003年電影)

### 遊戲
2003年
- Cafe Little-Wish（波拉、吟遊詩人）
- QTS（卡納媞）

2004年
- 3年B班金八老師 成為傳說中的教師！（日语：3年B組金八先生 伝説の教壇に立て!）（夏澤雷美）
- Sentimental Prelude（日语：センチメンタルプレリュード）（高倉宏美）

2008年
- 侍道3（日语：侍道3）（村人、村莊女孩、小孩）

2009年
- 罪與罰 ～宇宙的後繼者～（日语：罪と罰 〜宇宙の後継者〜）

2010年
- 金色琴弦3（圓城寺冴香）
- 劍與魔法與學園。3（日语：剣と魔法と学園モノ。3）（莉莉、小仙子·女）

### 廣播劇CD
- Sentimental Prelude（日语：センチメンタルプレリュード） ～夏終（高倉宏美）
- 櫻花大戰巴黎篇「疾走！」（弗瑞茲）
- Vassalord.（日语：Vassalord.）（莉利）
- 要聽神明的話！（日语：かみさまのいうとおり!）（百貨公司店員）

### 外語配音
※作品依英文名稱及英文原名排序。

#### 電影
- 127小時（ Kristi Moore（Kate Mara 飾演））
- 倩女幽魂 (1987年電影)（皇太后）
- 倩女幽魂II：人間道（皇太后、素天心）
- 默示錄（英语：The Apocalypse (2000 film)）（Irene〈Vittoria Belvedere 主演〉）
- Break－No Mercy, Just Pain！（義大利語：Break – No Mercy, Just Pain!）（Sarah Carter〈Lili Schackert 主演〉）
- 追兇線索（英语：Cleaner (film)）（Rose Cutler〈Keke Palmer 飾演〉）
- 冒險王（英语：Dr. Wai in "The Scripture with No Words"）（志見）
- 嚦咕嚦咕新年財（采兒〈應采兒 飾演〉）
- 本能反應（英语：Instinct (film)）
- Juno少女孕記（Amanda〈Candice Accola 飾演〉）
- 少林小子（七龍）※DVD版。
- 暗黑天使（Audrey Anderson〈Willa Holland 飾演〉）
- 左邊最後那棟房子（英语：The Last House on the Left (2009 film)）（Mari Collingwood〈Sara Paxton 飾演〉）
- 17歲少女的愛慾日記（英语：Melissa P. (film)）（Melissa P.〈María Valverde 主演〉）
- 我的哥哥（英语：My Brother (2004 film)）
- 頭彩冤家

#### 電視影集
- 兄弟姐妹（Rebecca Harper〈Emily VanCamp 飾演〉）
- 吸血鬼獵人巴菲（Molly）
- 達拉斯（英语：Dallas (1978 TV series)）（Mary Elizabeth Dallas、Marnie）
- 醫人當自強 (第8季)（Gretchen）
- 情定大飯店（Jenni〈金娜萊 飾演〉、美煕）
- 醜女貝蒂 (1999年哥倫比亞版)（英语：Yo soy Betty, la fea）（Marcela Valencia 〈Natalia Ramirez 飾演〉）
- 愛卡莉
- 笑傲江湖（岳靈珊〈苗乙乙 飾演〉）
- 莉琪的異想世界（Clark Benson）
- 左右做人難（Christine）
- 心計（Clara）
- 默多克探案（英语：Murdoch Mysteries）（Ruby Ogden）
- 私人診所
  - 私人診所 (第3季)（Page）
  - 私人診所 (第4季)（Sully）
- 法眼女神探（英语：Sue Thomas: F.B.Eye）（Megan）

#### 動畫
- 春田花花同學會（陳老師、達比）

### 特攝影集
2008年
- 幪面超人KIVA（虻芳蓋亞的配音）

### 廣播節目
- （主持人，大阪電台，2005年5月－12月）
- 松浦知惠與香織的CHIKA☆CHIKA日和（DNE Media Station（日语：DNEメディアステーション）：2010年7月20日－2011年3月1日）

### 其它
- 2027（日语：2027 (パチスロ)）（鳴海愛·）
- CR桃（艷鬼）

## 外部連結
- Mausu Promotino所屬期間的聲優簡介 （日語）（2010年7月6日的檔案館）
- （日語）－峯香織的官方個人網站。
- 峯香織的X（前Twitter） （日語）